# 旧埃瓦尔
旧埃瓦尔是巴西圣卡塔琳娜州的一个市镇。总面积207.686平方公里，总人口4098人，人口密度19.7人/平方公里。